# Key Tower
Key Tower  es un rascacielos de 57 plantas y 289 metros en Cleveland, la segunda ciudad más poblada del estado de Ohio (Estados Unidos). Fue finalizado en 1991 y diseñado por el arquitecto Cesar Pelli. Es el rascacielos más alto de Cleveland y del estado de Ohio y el 24.º más alto en los Estados Unidos. La Key Tower contiene 139.355 m² de uso como oficinas.
Fue originalmente construido por la Society Center, pero fue renombrado cuando el Key Bank adquirió la Society Bank.
Cuando fue concluido en 1991, se transformó en el rascacielos más alto entre Chicago y Nueva York, hasta que fue superado en 2007 por el Comcast Center en Filadelfia. Está conectado al Marriott at Key Center, construido en conjunto con la torre, y la vieja Society for Savings Building.
Un rascacielos de escala más pequeña fue propuesto por Pelli para ser construido en Hartford, pero el proyecto fue cancelado. 